# 聖沃洛迪米爾斜坡

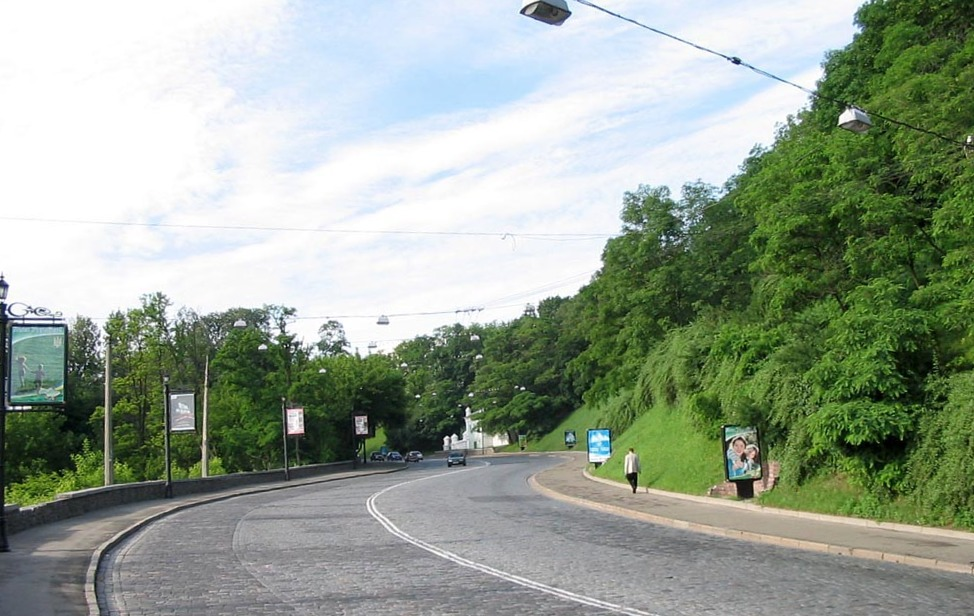
聖沃洛迪米爾斜坡

聖沃洛迪米爾斜坡（羅馬化：Volodymyrskyi uzviz）是基輔的一条街道，位于佩切爾斯克區和波迪爾區之间。街道从欧洲广场延伸到邮政广场。
城市街道将位于圣迈克尔山（参见基辅山）山坡上的两个城市公园（赫雷夏蒂公园和聖沃洛迪米爾山）一分为二。两座公园由聖沃洛迪米爾斜坡天橋连接，这座橋梁也被称为克里琴科桥或基辅玻璃桥，于2019年5月25日通车。